# マリア・アンナ・フォン・エスターライヒ (1610-1665)
マリア・アンナ・フォン・エスターライヒ（Maria Anna von Österreich, 1610年1月13日 - 1665年9月25日）は、バイエルン選帝侯マクシミリアン1世の2度目の妃。

## 生涯
神聖ローマ皇帝フェルディナント2世と妃マリア・アンナ・フォン・バイエルンの娘として、グラーツで生まれた。妹にポーランド王ヴワディスワフ4世妃ツェツィーリア・レナータがいる。
1635年7月15日、ウィーンで37歳年上のマクシミリアンと結婚。母マリア・アンナはバイエルン公ヴィルヘルム5世の娘でマクシミリアンの妹であったため、伯父・姪同士の結婚であった。マクシミリアンは最初の妃エリーザベト・フォン・ロートリンゲンとの間に子供のないまま死別しており、マリア・アンナには早急に後継者を生む責任があった。マリア・アンナは知的で分別があり、精力的で、財政経験があったとされる。先妻エリーザベトと対照的に、マリア・アンナは積極的に政治に関わった。彼女はハプスブルク家の立場と言うよりも、バイエルン選帝侯家の立場から行動した。ミュンヘンの宮廷で、夫の重臣たちと意見を交換することを好んだという。
夫の死後、長男フェルディナント・マリアの摂政を務めた。1665年、ミュンヘンで死去。

## 子女
- フェルディナント・マリア（1636年 - 1679年）
- マクシミリアン・フィリップ・ヒエロニムス（1638年 - 1705年）

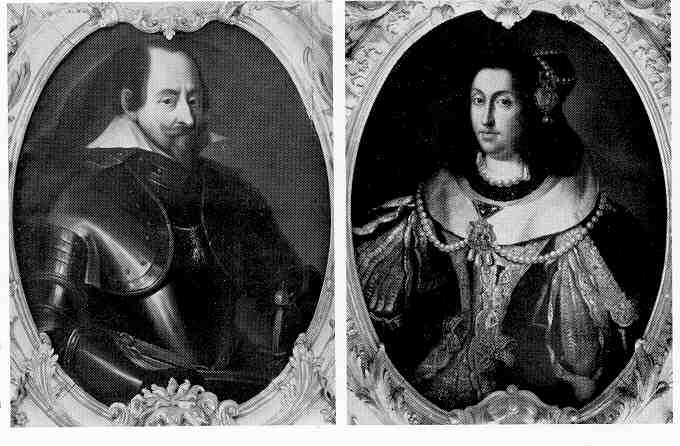
マリア・アンナとマクシミリアン1世